# Suikoden
Suikoden (jap. 幻想水滸伝 Gensō Suikoden) ist eine Computer-Rollenspiel-Serie der japanischen Firma Konami. Sie basiert lose auf dem klassischen chinesischen Roman Shui Hu Zhuan (Suikoden ist die japanische Übersetzung) und übernimmt zahlreiche Motive aus dem Roman.
Mittlerweile gibt es neben den fünf Spielen der „Hauptserie“ auch einige Ableger, die teilweise andere Genre wie Taktik-Rollenspiel, Kartenspiel oder Adventure haben.

## Entwicklung
Die Idee für Suikoden geht auf Yoshitaka Murayama zurück. Konami forderte ihn auf, ein Spiel für die damals bald erscheinende PlayStation zu entwickeln. Er entschied sich dafür, ein Computer-Rollenspiel zu entwickeln. Eine Anforderung von Konami hierbei war außerdem, dass das Spiel als Anfang einer Serie konzipiert werden sollte. Murayama fühlte jedoch, dass in RPGs vor allem die Helden im Mittelpunkt stehen, seiner Meinung nach aber die Nebencharaktere das Rückgrat einer guten Geschichte seien. Um dies seinem Chef zu verdeutlichen, wählte er den klassischen chinesischen Roman Die Räuber vom Liang-Schan-Moor als Beispiel. Der Chef war von dem Beispiel jedoch so begeistert, dass er nun ein Spiel haben wollte, das sich stark an dem Roman orientiert – Suikoden (der jap. Name des Romans) war geboren.
Murayama wurde daraufhin zum Produzenten des Spiels befördert und leitete nun die Entwicklung. Da sich das Spiel nach Ansicht Konamis genug verkauft hat, wurden die Pläne verwirklicht und das Spiel zu einer Serie ausgebaut.

## Titel der Serie

### Hauptreihe
Suikoden
Der erste Teil der Serie wurde in Japan am 15. Dezember 1995, in den USA im Dezember 1996 und in Europa im April 1997 für die PlayStation veröffentlicht. Am 17. September 1998 erschien der Teil auch für den Sega Saturn in Japan; außerdem existiert in Korea und Japan eine PC-Version, welche 1998 herauskam. 2008 folgten außerdem ein Port des Spiels für japanische Handys und für das amerikanische PlayStation Network. Für 2023 ist ein Remaster angekündigt worden.
Die PAL-Version ist komplett in Englisch.
Suikoden II
Der zweite Teil der Serie wurde in Japan am 17. Dezember 1998, in den USA am 31. August 1999 und in Europa am 28. Juli 2000 für die PlayStation veröffentlicht. Auch hier existiert eine PC-Version in Japan, China und Korea aus dem Jahr 2001.
Ein Feature ist, dass man einen Spielstand aus dem ersten Teil importieren kann; dadurch werden Anspielungen auf die Geschehnisse in Suikoden an den Spielstand angepasst, so dass bspw. Charaktere, die der Spieler im Vorgänger hat sterben lassen, nicht auftauchen. Man kann den Spielercharakter aus Teil 1 treffen und als Partymitglied rekrutieren.
Im Gegensatz zu Suikoden wurde Suikoden II komplett ins Deutsche übersetzt.
Suikoden I & II
Dieses Spiel erschien ausschließlich in Japan am 23. Februar 2006 für die PSP und am 5. November 2009 im japanischen PlayStation Network. Es beinhaltet leicht überarbeitete Fassungen der ersten beiden Teile.
Suikoden III
Der dritte Teil der Serie wurde in Japan am 11. Juli 2002 und in den USA am 24. Oktober 2002 für die PlayStation 2 veröffentlicht. Ein Erscheinen in Europa war angekündigt, wurde jedoch kurzfristig wegen nicht näher definierter Probleme bei der Lokalisierung abgesagt.
Es ist der erste Teil für die Playstation 2 und der letzte Teil unter Produzenten Yoshitaka Murayama, welcher Konami gegen Ende der Produktion freiwillig verließ. Es gibt wieder eine Option, den Spielstand aus dem vorhergehenden Teil für Boni zu übernehmen – in Japan kann man neben einem Spielstand aus Suikoden II auch einen aus Suiko Gaiden Vol. 2 nehmen.
Suikoden IV
Der vierte Teil der Serie wurde in Japan am 19. August 2004, in den USA am 11. Januar 2005 und in Europa am 21. Februar 2005 für die PlayStation 2 veröffentlicht. Es ist somit der erste Teil für die Playstation 2, der in Europa erschien.
Er ist außerdem der erste Teil, der nicht von Murayama produziert wurde. Stattdessen übernahm Junko Kawano, die bereits am ersten Suikoden-Teil als Charakterdesignerin arbeitete, die Führung und entschied sich für einen „Neuanfang“ der Serie: Statt die Zeitlinie der ersten Teile in die Zukunft fortzuführen wurde das Geschehen weit in die Vergangenheit verlegt.
Die Veränderungen im Gameplay, wie die Reduzierung der Gruppe im Kampf von sechs auf vier Charaktere und die langen Seefahrten wurden allgemein nicht gut aufgenommen. Auch die ganz erheblich kürzere Spielzeit und die Handlung wurden kritisiert.
Suikoden V
Der fünfte Teil der Serie wurde in Japan am 23. Februar 2006, in den USA am 21. März 2006 und in Europa am 21. September 2006 für die PlayStation 2 veröffentlicht.
Es ist bisher der letzte Teil der Hauptserie, der erschienen ist. Das Geschehen wurde (zeitlich) wieder näher an die ersten Teile der Serie verlagert.

### Ableger
Genso Suikogaiden Vol. 1 – Swordsman of Harmonia
Dieses Spiel erschien ausschließlich in Japan am 21. September 2000 für die PlayStation. Es handelt sich um ein Adventure und erzählt neben einer eigenen Geschichte die Geschehnisse aus Suikoden II aus einer anderen Perspektive. Es ist außerdem möglich, einen Spielstand aus Suikoden II zu importieren, um so zusätzliche Szenen freizuschalten.
Genso Suikogaiden Vol. 2 – Duel At Crystal Valley
Die Fortsetzung des ersten Suikogaiden erschien erneut ausschließlich in Japan am 22. März 2001 für die PlayStation. Es knüpft direkt an den Vorgänger an und bringt die Geschichte schließlich zu einem Ende. Es ist möglich, den Endspielstand des ersten Teils für weitere Zusatzszenen zu importieren. Auch kann man einen Endspielstand von diesem Spiel in die japanische Version von Suikoden III importieren.
Genso Suikoden Card Stories
Dieses Spiel erschien exklusiv in Japan am 13. September 2001 für den Game Boy Advance. Hierbei handelt es sich um eine Adaption eines Suikoden-Kartenspiels. Es erzählt die Geschehnisse von Suikoden II erneut, jedoch in einer simpleren und leicht veränderten Form.
Suikoden Tactics
Dieser Ableger wurde in Japan am 22. September 2005 (unter dem Namen Rhapsodia), in den USA am 8. November 2006 und in Europa am 23. Februar 2006 für die PlayStation 2 veröffentlicht.
Es ist der erste und bisher einzige Teil, der kein klassisches Rollenspiel, sondern ein Strategie-Rollenspiel ist. Es spielt vor, während und nach der Handlung von Suikoden IV und erweitert diese. Auch hier besteht wiederum die Möglichkeit, Daten aus Suikoden IV zu importieren.
Suikoden Tierkreis
Dieser Teil wurde in Japan am 18. Dezember 2008, in den USA am 17. März 2009, in Deutschland am 12. März 2009 und in Europa am 13. März 2009 für den Nintendo DS veröffentlicht.
Anders als bisher alle anderen Suikoden-Teile spielt dieser Teil in einem vollkommen neuen und vollständig unabhängigen Universum. Auch das Gameplay wurde modifiziert, so gibt es beispielsweise. weder Armeeschlachten noch Einzelduelle. Das Kampfsystem erlaubt es diesmal nur vier statt der bis dahin üblichen sechs (mit Ausnahme von Teil IV) Charakteren gleichzeitig am Kampfgeschehen teilzunehmen. Das traditionell auf Runen basierende Magiesystem wurde durch das simplere Erlernen von Zaubern durch das Erreichen einer Stufe ersetzt. Grafisch wird das Geschehen im Kampf vollständig in Echtzeit-3D, in Städten, Dungeons und auf der Oberwelt aber mit detailliert vorgerenderten Hintergründen dargestellt.
Genso Suikoden Tsumugareshi Hyakunen no Toki
Dieser neue Teil wurde am 17. September 2011 auf der Tokyo Game Show vorgestellt. Das Spiel erschien am 9. Februar 2012 für die PSP in Japan. Ebenso wie Suikoden Tierkreis spielt die Handlung nicht in derselben Welt wie die Hauptreihe. Anders als beim Nintendo-DS-Ableger bietet das Kampfsystem allerdings wieder bis zu sechs Charaktere auf einmal. Die Grafik wird ähnlich wie in den PS2-Spielen komplett in Echtzeit-3D dargestellt und bietet erstmals eine frei drehbare Kamera. Trotz guter Verkaufszahlen in Japan, wo sich das Spiel in der ersten Woche an die Spitze der Verkaufscharts setzte ist eine Veröffentlichung in Europa oder den USA bislang nicht geplant.

## Charakterisierung
Die ersten Titel der Reihe basieren lose auf einem der sogenannten vier klassischen Romane Die Räuber vom Liang-Schan-Moor und übernehmen mehrere Szenen daraus, ebenso wie die Idee der „108 Sterne des Schicksals“ – der Möglichkeit 108 Kämpfer rekrutieren zu können. In allen bisherigen Titeln dreht sich die Handlung vor allem um Politik, Intrigen und Revolution, aber auch um Freundschaft und Vertrauen.
Durch diese 108 Sterne des Schicksals unterscheidet sich die Suikoden-Reihe auch von anderen Rollenspielen. So ist ein Großteil der 108 Charaktere spielbar, wobei die Charaktere zum Großteil bei jedem Titel variieren. Eine weitere Parallele ist das Hauptquartier (zumeist eine alte Burg), das im Laufe des Spiels in Besitz gebracht wird und sich mit der Geschichte entwickelt. Zudem gibt es neben den "normalen" Gruppenkämpfen auch Duelle und Schlachten. Anders als beispielsweise bei den Final-Fantasy-Titeln stehen bei Suikoden die einzelnen Titel narrativ miteinander in Verbindung. Mehrere Charaktere tauchen in verschiedenen Titeln auf, wobei die Titel jedoch immer in anderen Gebieten des fiktiven Kontinents spielen.
Einen weiteren Teil in der Handlung spielen die 27 wahren Runen, denen in der Entstehungsgeschichte des Suikoden-Universums eine große Rolle zukommt. In jedem Teil taucht stets mindestens eine Rune auf. Im ersten Teil von Suikoden war dies die Rune über Leben und Tod, welche auch Soul Eater genannt wird oder als "the most cursed" Rune bezeichnet wird.
Im zweiten Teil der Serie spielen die beiden Teile der "Rune des Anfangs" eine Rolle, welche der Protagonist Riou und sein bester Freund Jowy erhalten.
In Suikoden III werden die wahren Runen des Feuers, der Erde, der Luft, des Wassers und des Blitzes näher behandelt. Während Luc die „True Wind Rune“ und Hohepriester Sasarai die "True Earth Rune" tragen, sind die restlichen drei wahren elementaren Runen im Besitz der Protagonisten Hugo, Chris und Geddoe.
Die "Rune der Bestrafung", welche seinem Träger bei Benutzung immer mehr Lebensenergie entzieht, ist ein großer Bestandteil der Geschichte von Suikoden IV.
In Suikoden V wird die "Sonnen Rune" (engl. "Sun Rune") näher behandelt beziehungsweise dessen Ableger die "Morgenrot-Rune" und die "Zwielicht Rune". Die beiden Hauptcharaktere des Spiels, der Prinz von Falena und seine Leibwächterin Lyon, besitzen kurzzeitig diese aus der Sonnenrune entstandenen Runen, um den Frieden in ihrem Heimatland wiederherzustellen.
Suikoden V ist in Europa am 21. September 2006 erschienen und stellt in den Augen vieler Fans den guten Ruf der Serie wieder her, nachdem der vierte Teil häufig schlecht bewertet wurde. Kampfsystem und Kameraperspektive orientieren sich dabei wieder sehr stark an den ersten beiden Suikoden-Teilen.

## Gameplay

### Kampfsystem
Die Spiele der Hauptreihe der Serie stellen sich als sehr klassische RPGs dar. Es gibt beim Kampfsystem jedoch eine Variation von anderen Spielen, indem es drei Kampfmodi gibt:
1. Normaler Kampf: Diese Art entspricht den aus anderen RPGs bekannten Kämpfen und stellt die häufigste Art dar. Eine Gruppe aus sechs (in Suikoden IV und Tierkreis vier) Charakteren kämpft rundenbasiert gegen eine Gruppe aus Gegnern. Man hat hierbei die Auswahl aus mehreren Kommandos, wobei es neben den normalen wie Angriff und Verteidigen auch besondere gibt wie Vereinigung, wo mehrere Charaktere Spezialangriffe zusammen durchführen, oder Bestechen, womit man versucht, einem kampf durch Bestechung der Monster aus dem Weg zu gehen.
2. Duell: Diese Kampfart wird nur in besonderen Situationen ausgelöst. Hier kämpft ein Charakter gegen einen Gegner in einer besonderen Art des rundenbasierten Kampfes: Man hat die Auswahl aus drei Befehlen, die sich in einem Schere-Stein-Papier-Verhältnis zueinander befinden. Man muss aus dem Dialog mit dem Gegner sein Verhalten antizipieren und dementsprechend den richtigen Befehl ausführen. In Suikoden V wurden die Duelle insoweit verändert, dass es nun ein Zeitlimit von drei Sekunden gibt, in denen man den Befehl eingeben muss.
3. Große Schlacht: Hierbei wird eine Schlacht zwischen zwei Armeen simuliert. Diese laufen in jedem Teil sehr unterschiedlich ab, so in Suikoden II in der Art eines Taktik-RPGs, wohingegen Suikoden V RTS-ähnlich gespielt wird.

In Suikoden Tactics und Suikoden Tierkreis wird auf Duelle in diesem Sinne verzichtet. Duelle werden stattdessen wie normale Kämpfe ausgetragen. Schlachten in Tierkreis sind nur eine Aneinanderreihung von normalen Kämpfen.

## Erfolg
Suikoden III, der erste Serienteil in 3D-Grafik, wurde noch als innovativ aber dramaturgisch etwas schwächer als seine Vorgänger eingestuft und verkaufte sich insgesamt (377.729 Exemplare allein in Japan, 190.000 in den USA) noch gut. Allerdings wurde eine in Produktion befindliche PAL-Version kurzfristig eingestampft, da es Probleme mit der Übersetzung in verschiedene europäische Sprachen gegeben hatte. Konamis Firmenstrategie sah nur vollständig übersetzte Veröffentlichungen in ganz Europa vor; eine Veröffentlichung zumindest im Vereinigten Königreich mit der vorhandenen amerikanischen Übersetzung wurde ebenfalls ausgeschlossen.
Suikoden IV, welches wieder weltweit erschien, stellte einen qualitativen und stilistischen Bruch in der Serie dar. Dramaturgie, Spielbarkeit, Grafik und Umfang wurden komplett erneuert, konnten aber trotz eines interessanten Grundkonzeptes nach einhelliger Meinung der Spieler nicht mit dem direkten Vorgänger, geschweige denn den ersten beiden Teilen mithalten. Das Spiel erhielt daraufhin durchweg mittelmäßige Wertungen. Der Verkaufserfolg war dementsprechend trotz des mittlerweile stark angewachsenen Marktes mit rund 310.000 Exemplaren in Japan schlechter als noch beim Vorgänger. Erst ein nachgereichtes Spin-off, ein Strategie-RPG namens Suikoden Tactics, vervollständigte Suikoden IV und erklärte fehlende Teile der Handlung.